# Вторая англо-бурская война
Вторая англо-бурская война 1899—1902 годов — война Бурских республик (Республики Трансвааль и Оранжевой Республики) против Британской империи, закончившаяся победой последней.

## Предыстория конфликта
Первыми европейскими колонистами в Южной Африке были выходцы из Нидерландов, которые прибыли на Чёрный континент в XVII веке и заняли территорию близ южной оконечности материка (сегодня здесь расположен город Кейптаун). Вслед за ними устремились переселенцы из Дании, Германии и Франции.
Вновь прибывшие покорили местные африканские племена и построили свои фермы, где использовали труд рабов-африканцев. Тогда же обосновавшихся в Южной Африке земледельцев и скотоводов стали называть бурами (слово «boer» на голландском означает «крестьянин»).
В те времена морской путь в Индию, страну сказочных богатств, шёл вокруг Африки. Великобритания, присоединившая индийские земли к своей короне, нуждалась в опорном пункте на побережье Африки для обеспечения безопасного плавания в новую колонию. В 1795 году войска Британской империи захватили принадлежавшую голландцам Капскую колонию, и она была объявлена владением Британии. Введение английского языка в качестве государственного, прибытие британских поселенцев, сбор налогов в пользу британской казны и, наконец, отмена рабства в 1834 году для чернокожего населения вызвали сильное недовольство буров.
Возмещение материального ущерба за потерянных рабов казалось бурам смехотворным, поскольку британская казна выплачивала деньги по вест-индийским (американским) ценам, а в Южной Африке невольники стоили вдвое дороже. С отменой рабства многие бурские фермеры разорились. Всё это вкупе с недостатком пастбищных земель привело в 1834—1838 гг. к массовому переселению буров вглубь Африки. Исход буров в новую землю был назван «великим треком». Многие голландцы просто бросали свои фермы, даже не дожидаясь их продажи с аукциона, и устремлялись за соотечественниками, лишь бы не остаться на территории британских колоний. За реками Оранжевая и Вааль буры создали два государства: Оранжевое свободное государство (Оранжевая республика) и Южно-Африканская республика, более известная как Трансвааль, соответственно. В 1852—1854 годах эти государства были признаны Великобританией.
На изолированном от остального мира плоскогорье почти не чувствовалось влияния цивилизации. Буры, большинство которых были неграмотными, жили на отдалённых друг от друга фермах. По воскресеньям в семьях вслух читали Библию. Американский писатель Марк Твен, посетивший Южную Африку в конце XIX века, писал о жителях Трансвааля:

Буры очень набожны, глубоко невежественны, тупы, упрямы, нетерпимы, нечистоплотны, гостеприимны, честны во взаимоотношениях с белыми, жестоки по отношению к своим чёрным слугам… им совершенно всё равно, что творится в мире.

Сравнивая белых колонистов с чёрными жителями Африки, Твен отзывался о бурах очень резко:

Чёрный дикарь… был добродушен, общителен и бесконечно приветлив… Он… жил в хлеву, был ленив, поклонялся фетишу… Его место занял бур, белый дикарь. Он грязен, живёт в хлеву, ленив, поклоняется фетишу; кроме того, он мрачен, неприветлив и важен и усердно готовится, чтобы попасть в рай,— вероятно, понимая, что в ад его не допустят.

Помощник российского военного агента (атташе) в Трансваале капитан (позднее — генерал-майор) фон Зигерн-Корн был более сдержанным в своих оценках:

Буры не были никогда убеждёнными и закоренелыми, так сказать, рабовладельцами. <…> на следующий же год после основания ими республики на одном из митингов, весьма многолюдном, решено было добровольно и единогласно отказаться навсегда от порабощения чернокожих и от торговли невольниками. В таком духе была издана соответствующая прокламация. Она не вызвала ни одного протеста ни с чьей стороны и никем впоследствии не нарушалась. В сущности, ею было отменено лишь формальное право собственности на живой человеческий товар, отношения же к покорённым чернокожим остались прежние. Оно и понятно. Буры никак не могли считать диких, только что побеждённых ими врагов за равных себе. <…> Пока чёрный слуга служит ему с покорностью и преданностью, он относится к нему спокойно, справедливо и даже добродушно. Но достаточно, чтобы бур почуял в чернокожем малейший оттенок коварства, малейшую искру возмущения, как спокойный и добродушный хозяин превращается в грозного, неумолимого палача и подвергает непокорного жестокому наказанию, не смущаясь никакими последствиями.

Тихая патриархальная жизнь буров была нарушена в 1867 году, когда на границе Оранжевой республики и Капской колонии было обнаружено крупнейшее в мире месторождение алмазов. Здесь возникла компания Де Бирс — алмазная империя промышленника Сесила Джона Родса, ставшего в 90-х гг. XIX в. премьер-министром Капской колонии и активно подталкивавшего Великобританию к войне с бурами.
В конце 70-х годов XIX века Великобритания попыталась присоединить Трансвааль к своим колониальным владениям, результатом чего стала первая англо-бурская война 1880—1881 гг. В ходе этой войны бурам удалось отстоять самостоятельность своего государства, и в 1883 году Великобритания признала его (хотя и без упоминания о суверенитете).
В 1886 году уже в Трансваале нашли богатейшие в мире золотоносные месторождения. В страну хлынул поток приезжих, главным образом британцев, желавших работать в горно-рудной промышленности.
Иностранцы, на голландском ойтландеры, или уитлендеры, сосредоточили в своих руках золотодобычу, промышленность и торговлю Трансвааля, в то время как буры по-прежнему жили на фермах, занятые земледелием и скотоводством. Правительство Южно-Африканской республики обложило ойтландеров высокими налогами, благодаря чему государство, ранее постоянно балансировавшее на грани банкротства, за 10 лет увеличило свои доходы в 11 с лишним раз.
К 1899 году численность ойтландеров в Трансваале достигла 200 тыс. человек (из них — 159 тыс. британцев, около 15 тыс. — немцы, остальные голландцы, французы и др.). Сам президент П. Крюгер считал, что на 30 тыс. уже зарегистрированных в Трансваале избирателей приходилось от 60 до 70 тыс. потенциальных избирателей из числа ойтландеров. В этих условиях ойтландеры всё настойчивее заявляли о желании получить гражданские права. Кроме того, они просили отменить пятипроцентный налог на добычу золота, снизить таможенные пошлины, установить равенство английского языка с голландским и разрешить людям, не исповедовавшим кальвинизм, занимать государственные должности.

## Рейд Джеймсона
Среди британских поселенцев в Трансваале не было единодушия насчёт методов борьбы за свои права. Часть ойтландеров предлагала действовать мирным путём, а часть — вооружённым. В 1895 году при негласной поддержке правительства Великобритании вооружённый отряд, принадлежавший частной британской горно-рудной компании, во главе с врачом Джеймсоном пересёк границу Трансвааля со стороны Родезии. Под предлогом помощи страдающим от бесправия соотечественникам британцы пытались захватить Йоханнесбург.
Сначала они не встретили никакого сопротивления, но дня через два отряд был окружён и взят в плен бурскими войсками. Вопреки ожиданиям Джеймсона, жители Йоханнесбурга не подняли восстания в поддержку «освободителей». Законопослушные подданные Великобритании были убеждены в том, что отстаивать их права должна британская корона и её вооружённые силы, но сами не спешили браться за оружие.
Провал «рейда Джеймсона» убедил правящие круги Великобритании в том, что аннексия золотодобывающих районов Южной Африки повлечёт за собой большую войну. Поэтому сначала следовало подготовить общественное мнение.

## Накануне войны
После рейда Джеймсона Великобритания предъявляла Оранжевой республике ряд требований об уитлендерах, и хотя почти все эти требования были удовлетворены, Великобритания начала подготовку к войне. Трансвааль, в свою очередь, также начал подготовку к войне и закрепил ранее заключённый союз с Оранжевой республикой.
29 августа 1899 года британский министр по делам колоний Джозеф Чемберлен выступил с новыми требованиями. 2 сентября правительство Трансвааля отозвало своё предложение о предоставлении избирательного права уитлендерам и подтвердило непризнание сюзеренитета Великобритании.
8 сентября британское правительство направило официальное послание с категорическим отказом удовлетворить требование Трансвааля о государственном суверенитете. Британское правительство, однако, было готово согласиться на пятилетний испытательный срок для предоставления избирательного права уитлендерам. 18 сентября был опубликован официальный ответ правительства Трансвааля, в котором британские предложения отвергались.
9 октября Трансвааль предъявил ультиматум, в котором выдвигалось требование незамедлительно отвести британские войска от границ республики, удалить из Южной Африки все британское пополнение, прибывшее туда в течение последнего года, а находящееся в данный момент в море вернуть обратно без высадки. В ультиматуме отмечалось, что в случае отсутствия удовлетворительного ответа в течение сорока восьми часов, «правительство Трансвааля с глубоким сожалением будет вынуждено рассматривать действия правительства Её Величества как официальное объявление войны, последствия которой будут лежать на английской стороне». Ответ британского правительства был таким: «Правительство Её Величества с глубоким сожалением встретило категорические требования правительства Южноафриканской Республики, выраженные в Вашей телеграмме от 9 октября. В ответ извольте проинформировать правительство Южноафриканской Республики, что его условия таковы, что правительство Её Величества считает невозможным их обсуждать».
Война началась 11 октября. 12 октября бурские войска перешли границу с Капской колонией на западе и колонией Наталь на востоке.

## Силы и планы сторон
Трансвааль и Оранжевая республика не имели постоянных армий, кроме артиллерийских подразделений. Насчитывалось до 47 тыс. военнообязанных, хранивших оружие дома, из которых во время войны были образованы бурские коммандос. Основным оружием пехоты были пятизарядная немецкая винтовка Маузера образца 1895 г. калибра 7×57 мм и устаревшая однозарядная британская винтовка Мартини-Генри калибра 11,43 мм R (0,45 дюйма). Численность полевой армии точно неизвестна, в декабре 1899 насчитывалось до 28 тыс. (по оценкам командования буров). Артиллерия имела 33 полевых орудия (в том числе 19 скорострельных), 20 тяжёлых орудий (155-мм пушка Creusot Long Tom и 120 mm Krupp M. 1892 field howitzer), 28 скорострельных 37-мм орудий QF 1 pounder и 37 пулемётов Максима.
Британские войска в начале войны насчитывали 24—28 тыс. человек. Всего в войну с бурами, при широком использовании местных добровольческих формирований и при помощи других колоний, англичане сумели выставить 200-тысячную армию; но на это потребовалось 9 месяцев; для поддержания достаточной численности армии в продолжении затянувшейся войны англичане должны были отправить на театр военных действий свыше 400 тыс. человек. Британская пехота была вооружена винтовкой Ли-Энфилд (некоторые полки в начале войны более ранней её моделью Ли-Метфорд), не уступавшей использовавшейся бурами винтовке Маузера.
Основной полевой пушкой британской армии в ходе войны была 15-ти фунтовая пушка, в бою использовавшая только шрапнель и поэтому из-за меньшей дальности стрельбы уступавшая бурской артиллерии, вооружённой стрелявшими в основном гранатами пушками Круппа. На первое июня 1899 года в Южной Африке находилось 27 15-ти фунтовых пушек. С 1 июня 1899 по 1 июня 1902 года в Африку отправили ещё 322 орудия.
Начавшие войну буры рассчитывали разбить войска противника до переброски на театр военных действий британских подкреплений из метрополии, а также надеялись на восстание своих сторонников среди многочисленного голландского (бурского) населения в Натале и Капской колонии Великобритании.
Британское командование надеялось удержать позиции до прибытия подкреплений, а затем наступлением со стороны Капской колонии вдоль железной дороги на столицы бурских республик — Блумфонтейн и Преторию — быстро завершить войну.

## Оперативное развертывание
Хотя английское оперативное развертывание намечалось на рокировочной линии Де Аар — Стромберг, в пределах Капской колонии, но первые оказавшиеся под рукой силы англичане употребили на защиту Наталя, представлявшего значительную экономическую ценность. Здесь под начальством генерала Уайта, прибывшего из Индии, собралось до 15 тыс. англичан. Из войск, находившихся в Капской колонии, для защиты Кимберли, его алмазных копей, было собрано 2500 человек; гарнизон Мафекинга был доведен до 1000 человек. Всего только 4 тысячи человек составляли прикрытие района развертывания.
Буры смогли сразу выставить около 28 тыс. человек: главная группа — 18 тыс. Жубера — направлялась в Наталь; другая группа — 8 тыс. Кронье — сосредоточилась против Кимберли; 2 тыс. буров развернулись на Оранжевой реке, чтобы вторгнуться в Капскую колонию и поднять в ней восстание.

## Первый период войны. Наступление буров (11 октября 1899 — февраль 1900)

#### Действия на Западном фронте
Войска буров перешли границу 12 октября. Отряд в 5 тыс. чел. под командованием Кронье и Снимана осадили город Мафекинг, где находился британский гарнизон из 700 чел. нерегулярных войск с 2 орудиями и 6 пулемётами. В ноябре Кронье с большей частью сил ушёл на юг к Кимберли, оставив около 2 тыс. чел для осады Мафекинга.
15 октября буры осадили Кимберли с британским гарнизоном до 2000 чел., в основном нерегулярных войск. В Кимберли находился и бывший премьер правительства Капской колонии Сесиль Родс.
В ноябре 1899 для деблокады Кимберли британское командование направило 1-ю пехотную дивизию под командованием Мэтьена (8 батальонов, 1 кав. полк, всего до 10 тыс. чел., 16 орудий, 1 бронепоезд). 23 ноября британские войска вели бой с отрядом буров (2-3 тыс. чел) у ст. Бельмонт, 25 ноября — у Энслинских высот. В обоих случаях британцы овладели позициями противника, но ценой значительных потерь (всего 70 убитых, 436 раненых). 28 ноября Мэтьен атаковал основные силы буров (8-9 тыс. чел. под командованием Кронье) у реки Моддер, после упорного боя буры отступили. Потери британцев составили 72 убитыми и 396 ранеными.
В декабре Мэтьен получил подкрепления (3-я Шотландская бригада, кав. полк, конная батарея и 4 тяжёлых орудия) и 11 декабря атаковал позиции буров у Магерсфонтейна, но потерпел поражение, потеряв около 1000 чел.

#### Действия в Натале
На Натальском фронте буры в октябре 1899 взяли Чарлстаун, Ньюкасл, Гленко и осадили Ледисмит, где был блокирован британский отряд генерала Уайта. Попытка генерала Р. Буллера (с 31 октября — командующий британскими войсками в Южной Африке) деблокировать Ледисмит привела к поражению при Коленсо 15 декабря.

#### Действия в Капской колонии
1 ноября войска буров пересекли границу Капской колонии, позднее они заняли Наупорт и Стормберг, усилив свои ряды за счёт местных жителей голландского происхождения. Британские войска генерала Гатакра (3-3,5 тыс. чел., 2 батареи, 2 пулемёта) 10 декабря без разведки атаковали позиции буров (1700—2000 чел., 3 орудия). В сражении при Стормберге они потерпели поражение, потеряв более 90 чел. убитыми и ранеными и более 600 пленными.
Затянувшаяся осада Ледисмита, Кимберли и Мафекинга сковала основные силы буров, они далее не пытались вести наступательные действия.

## Второй период войны. Наступление британских войск (февраль-июнь 1900 года)
10 января 1900 года Буллер был заменён на посту главнокомандующего фельдмаршалом лордом Робертсом, с начальником штаба генералом Китченером, и остался командовать только войсками в Натале. 60 000 чел. подкреплений прибыли в Южную Африку.
12 февраля армия Робертса начала наступление в направлении Кимберли, с которого 15 февраля, благодаря фланговому рейду кавалерии генерала Френча, была снята осада. Затем британцы окружили и 27 февраля принудили к капитуляции при Пардеберге армию Оранжевой республики Кронье.
На натальском фронте Буллер, разбив 14-27 февраля буров на высотах у Тугелы, 28 февраля снял осаду с Ледисмита. Буры отступили из Наталя к своим границам.
Лорд Робертс, доведя свои силы до 32 тыс. чел. и 116 орудий, начал новое наступление и после побед 7 марта при Поплар-Грове и 13 марта при Дрейфонтейне занял 13 марта Блумфонтейн.
В течение марта-мая 1900 года британские войска, встречая плохо организованное сопротивление буров, установили контроль над большей частью территории Оранжевого Свободного государства. 17 мая была снята осада с Мафекинга.
3 мая Робертс возобновил наступление. 26-27 мая его армия пересекла Вааль, южную границу Трансвааля, 29 мая разбила буров при Доорнкопе и 31 мая захватила Йоханнесбург. 5 июня британские войска вошли и столицу Трансвааля Преторию.
На натальском фронте 11 июня года войска Буллера прорвали позиции буров при Аллеманс-Неке и также вошли в Трансвааль.
К сентябрю 1900 года регулярная война прекратилась. Президент Трансвааля Крюгер уехал в португальскую Восточную Африку, откуда позже отправился в Европу на борту голландского военного корабля. Война казалась выигранной для Британии.

## Третий период войны. Партизанская война (июнь 1900 — май 1902)
Несмотря на потерю двух своих столиц и половины своей армии, бурские командиры стали применять тактику партизанской войны, в первую очередь наносить внезапные удары по британским коммуникациям и колоннам снабжения, и все это было направлено на подрыв оперативных возможностей британской армии. Партизаны избегали генеральных сражений, и потери были небольшими. Огромные расстояния республик давали бурским коммандос значительную свободу передвижения и делали почти невозможным для 250 000 британских войск эффективный контроль над территорией, используя только колонны. Как только британская колонна покидала город или район, британский контроль над этим районом исчезал. В результате успехов буров британцы во главе с лордом Китченером предприняли три масштабных поиска отряда самого известного партизанского командира Христиана де Вета, но безуспешно.
Британцы были вынуждены пересмотреть свою тактику. Они сосредоточились на ограничении свободы передвижения бурских коммандос и лишении их местной поддержки. Были построены укрепленные блокпосты (в каждом по 6-8 солдат) вдоль основных маршрутов, расходящихся от крупных городов, чтобы защитить пути снабжения. В двух южноафриканских республиках было построено около 8000 таких блокпостов. Между блокпостами были протянуты заборы из колючей проволоки, чтобы разделить широкий вельд на более мелкие участки. Были созданы так называемые загоны «Новой модели», когда непрерывная линия войск могла прочесывать территорию вельда, ограниченную линиями блокпостов.
Британцы также внедрили политику «выжженной земли», чтобы лишить снабжения партизан. Когда войска прочесывали сельскую местность, они систематически уничтожали посевы, сжигали усадьбы и фермы и интернировали бурских и африканских мужчин, женщин, детей и рабочих в концентрационные лагеря.
Наконец, британцы также создали свои собственные конные рейдовые колонны (около 90), чтобы быстро преследовать буров, беспокоить их, задерживать и отрезать путь к отступлению, в то время как загоны «Новой модели» догоняли их.
К концу войны британская тактика начала давать результаты против партизан и серьёзно влиять на боевую мощь и свободу манёвра буров, а также затруднила выживание их семей. Несмотря на этот успех, почти половина боевой силы буров, 15 000 человек, все ещё продолжала сражаться.

## Концентрационные лагеря (1900—1902)
Термин «концентрационный лагерь» появился в период англо-бурской войны и был применён британской армией к местам содержания бурского сельского населения, которое собиралось (концентрировалось) в лагерях для предотвращения помощи партизанам. Это был второй случай (помимо применения концлагерей испанцами во время подавления восстания на Кубе в 1896 г.) насильственного собирания (концентрации) мирного населения во время боевых действий.

## Окончание войны
Британцы неоднократно предлагали условия мира, особенно в марте 1901 года, но были отвергнуты Луисом Ботой и «ожесточенными» бурами. Они обязались бороться до победного конца и отвергли требование компромисса. Их причины включали ненависть к британцам, верность своим погибшим товарищам, солидарность с товарищами-коммандос, сильное стремление к независимости, религиозные аргументы и страх перед пленом или наказанием. С другой стороны, их женщины и дети умирали каждый день, и независимость казалась невозможной. Наконец, последние из готовых сражаться до конца, психологически сдались в мае 1902 года.
Война завершилась подписанием 31 мая 1902 года мирного договора в местечке Феринихинг под Преторией, по которому буры признали аннексию Трансвааля и Оранжевой Республики Британией. Согласно его положениям буры признавали власть британской Короны, но взамен правительство объявляло амнистию участникам боевых действий, обещало предоставить бурам в будущем самоуправление, давало разрешение на использование голландского языка в школьном преподавании и в судах, обязалось возместить убытки, нанесённые фермерам действиями британских войск. В восьмой статье договора особо оговаривалось условие, что вопрос о предоставлении избирательных прав африканцам в бывших бурских республиках не подлежал решению до введения в них самоуправления. Это условие заложило основу для лишения в будущем африканцев права участвовать в управлении Южной Африкой. Желая упрочить своё господство, британцы в 1910 году создали Южно-Африканский Союз, в состав которого была включена территория бывших бурских республик.

## Последствия для буров
- Организация концлагерей, в которых британцы содержали 200 тысяч человек, что составляло примерно половину белого населения бурских республик. Из них, по меньшей мере, 26 тысяч человек погибло от голода и болезней.
- Пленных буров-мужчин британцы отправляли как можно дальше от родных земель — в концлагеря на территории Индии, Цейлона и других британских колоний.
- После 1902 года британцами в Южную Африку были ввезены около 50 тысяч китайцев для работы на золотых рудниках в Витватерсранде[7].

## Влияние англо-бурской войны на развитие военного дела
Война обнаружила серьёзные недостатки в подготовке британских войск, которые несли большие потери при атаках пехоты в сомкнутом строю против стрелковых цепей буров. Выявилось важное значение полевой фортификации, массированного применения скорострельных полевых орудий. Широко были применены пулемёты, бронепоезда, обмундирование защитного цвета (хаки). Также в качестве полевых укреплений бурами и армией Британской империи начали применяться окопы, вместе с блокгаузами. Впервые бурами стали применяться незаметные безбрустверные окопы; ими же, а позднее британцами, одними из первых была применена в военном деле колючая проволока (впервые в войне она была применена испанцами во время осады Сантьяго в 1898 году).
Война выявила для обеих воюющих сторон необходимость рассредоточенных боевых порядков, а именно редких стрелковых цепей, что позволяло вести огонь по противнику из всех имевшихся в наличии видов винтовок и карабинов (при близком огневом соприкосновении — из револьверов и пистолетов) и уменьшать собственные потери, необходимость поддерживать наступление усиленным артиллерийским, пулемётным и ружейным огнём, а также важность использования в бою обходных кавалерийских и пехотных манёвров. Огромное значение имели полевые укрепления и их спешное возведение из подручных материалов, использование неровного рельефа гористой или холмистой местности для защиты от неприятельского огня и скрытого маневрирования резервами в складках местности и быстрое самоокапывание пехоты. Англо-бурская война впервые выявила для европейских держав господство преимущественно огневого, а не штыкового боя. Применение пулемётов и скорострельных орудий означили начало конца многовековой славы кавалерии как основного наступательного рода войск. Все эти факторы выявила впервые американская Гражданская война (1861—1865), на опыт которой и европейские, и в особенности британские наблюдатели не обратили особого внимания, несмотря на преподавание в британских военных академиях, например, кампании Джексона в Долине Шенандоа. Все уроки войны британская армия была вынуждена повторить на своём горьком опыте. Также британским командованием был проигнорирован опыт первой англо-бурской войны.
Буры славились как отличные стрелки и с успехом использовали свои умения, уничтожая британских офицеров. Впоследствии подобная тактика привела к появлению нового вида регулярных войск — снайперов.
Кроме того, антипартизанский характер операций британцев против буров привёл британское командование к тактике «выжженной земли» (уничтожение гражданской инфраструктуры бурских территорий), и борьбы с мирным населением путём создания концентрационных лагерей, где содержались военнопленные, заложники и прочие подозрительные, с точки зрения британцев, элементы.
После осознания того, что так называемая «погоня» за бурами не приносит ожидаемого успеха, британский главнокомандующий лорд Китченер с августа 1901 г. перестал проводить обыск и опустошение бурских территорий целыми колоннами и решил создать мобильные небольшие конные отряды, которые должны были осуществлять частые рейды вглубь бурской территории. Для этого были отобраны особенно отличившиеся солдаты и добровольно сдавшиеся буры, чтобы в длительных маршах преследовать врага, нападать на бурские лагеря и загонять отряды буров за британские линии блокгаузов или на поджидавшие буров-партизан британские бронепоезда. Таким образом, Китченер перешёл от тактики «выжженной земли» к тактике ночных нападений или рейдов. Последующие события показали, что именно такая антипартизанская тактика в сочетании с укреплёнными линиями блокгаузов и применением бронепоездов стала действенным способом борьбы с бурами.

## Участие русских военных
В Трансваале на стороне буров воевали русские и голландские, немецкие и французские добровольцы, то есть представители наций, испытывавших по историческим причинам симпатии к бурам или неприязнь к британцам. По данным историков англо-бурской войны (британского — Х. Хиллегаса и южноафриканского — Б. Потингера), в бурских отрядах сражалось более 2,5 тыс. иностранных волонтёров, из которых большую часть составляли голландцы (650 чел.), немцы (550 чел.), французы (400 чел.). Воевали также американцы (300 чел.), русские (225 чел.), итальянцы (200 чел.), норвежцы, шведы (150 чел.) и др.
Популярная российская газета «Новое время» отражала симпатии общества к бурам: «Прямые религиозные фермеры, решившие своей кровью отстоять свободу Отечества, всегда будут ближе сердцу святой Руси, чем наш исконный враг — холодная и эгоистичная Англия. По своей глубокой вере в Бога буры нам родные братья» (16 октября 1899 года, № 8490).
Наиболее известным среди добровольцев из Российской Империи был подполковник запаса военный журналист Евгений Яковлевич Максимов. Он принял командование сначала «Иностранным легионом» (сборным отрядом иностранных добровольцев) после гибели его командира французского полковника (трансваальского генерала) графа Виллебуа-де-Марейля, затем из-за разногласий между представителями различных национальностей передал командование местному генералу, а сам стал начальником «Голландского корпуса» (отряда добровольцев преимущественно из Голландии) и в апреле 1900 г. участвовал в нескольких кровопролитных сражениях против британцев, когда буры отступали, тщетно пытаясь задержать имевшие многократное численное превосходство британские войска. Максимов был тяжело ранен в голову (его спас врач русско-голландского санитарного отряда фон Ренненкампф) и не смог в дальнейшем принять участия в партизанской войне. В британских военных сводках подполковника Максимова ошибочно назвали убитым. А британский офицер, капитан Таус (Towse), тяжело ранивший в ближнем бою из пистолета (револьвера) командира «Голландского корпуса» и сам получивший от него тяжёлое пулевое ранение, приведшее к полной потере зрения, позднее был награждён за храбрость крестом Виктории, высшей наградой своей страны. 24 мая 1900 г. несколько сотен буров и европейцев провозгласили подполковника Максимова «фехт-генералом» (боевым генералом) — у них было такое право. Таким образом, Евгений Яковлевич Максимов стал вторым иностранцем, получившим этот чин. Первым по решению трансваальского правительства стал погибший незадолго до этого французский полковник граф Вильбуа-Марей, первый командир «Иностранного легиона». В дальнейшем судьба Максимова привела его к смерти на поле брани. Он, несмотря на возраст (55 лет), ушёл добровольцем на русско-японскую войну и в сражении под Мукденом в составе Орловского полка погиб 1 октября 1904 года, командуя батальоном.
На стороне буров воевал и грузинский князь Николоз (Нико) Багратиони-Мухранский (1868—1939), который был известен как «Нико Бур». Будучи богатым дворянином, он поехал в Восточную Африку через Санкт-Петербург и Париж для участия в редкой по тем временам охоте на диких животных (восточно-африканское сафари) (по другим данным — поехал участвовать в этнических скачках на лошадях на Всемирной выставке в Париже и решил прокатиться в ожидании открытия выставки до Египта), но, едва успев доехать до египетского порта Александрия, услышал новость, что началась англо-бурская война. Он отправился воевать за буров, хотя прежде ничего не слышал об этом народе. Прибытие живого князя произвело сильное впечатление на буров (включая президента Крюгера), равно как и его национальный грузинский костюм (куладжа), в котором его принимали за казака, а его слугу (Сапарова) — за телохранителя. Позднее появилась легенда, что Николоз Багратиони-Мухранский командовал одним из отрядов бурской армии (на самом деле участвовал рядовым в составе французского отряда в бою при Дрифонтейне (Driefontein) 10 марта 1900 г. и 5 апреля 1900 г. у Бошофа (Boshof) в составе «Иностранного легиона» (сборного отряда иностранных добровольцев под руководством французского полковника (трансваальского боевого генерала) графа Вильбуа-Марея), во втором сражении князь Багратион был взят британцами в плен). Вернувшись на родину, в Грузию, он написал книгу «У буров» (напечатана на пишущей машинке на русском языке), которая была переведена на грузинский и издана только в 1951 году. Мемуары князя Багратиона-Мухранского об участии в англо-бурской войне крайне неточны — достаточно сказать, что последний бой, в котором он участвовал 5 апреля 1900 г., длился 2-3 часа, а он пишет, что десять дней. Кроме зарисовок о быте буров, о стране и о пребывании в плену на острове Святой Елены, почти всё остальное написанное им — сильно приукрашенные устные рассказы на основе газетных сообщений о событиях войны, где перемешано всё в кучу.
Известен и ряд других участников войны — волонтёров из России:
- будущий видный политический деятель Александр Гучков, воевавший в Африке вместе со своим братом Фёдором. А. Гучков был ранен в ногу и попал в плен.
- офицер Евгений Августус, взявший отпуск в полку для участия в Англо-бурской войне, в 1902 году по возвращении в Россию опубликовал книгу мемуаров.
- в качестве военного корреспондента газеты «Новое время» на стороне буров находился будущий геополитик А. Вандам, публикуя в ней свои «Письма о Трансваале» (28 публикаций).
- тогда студент Киевского университета и будущий депутат Государственной Думы Иван Заболотный.
- тогда студент Петербургского института инженеров путей сообщения и будущий большевик, крупный советский хозяйственный деятель Александр Эссен.
- будущий известный русский воздухоплаватель и лётчик Николай Попов.
- подпоручик запаса и сын генерала Алексей Ганецкий, командовавший кавалерийским отрядом буров.
- будущие генерал-майор Николай Михайлович Иолшин, полковник М. А. фон Зигерн-Корн (оставивший книгу воспоминаний об этой войне).

Официальными русскими военными агентами на войне были В. И. Ромейко-Гурко и П. А. Стахович.

## Участие американских военных
Американское общественное мнение, несмотря на культурную и языковую близость Нового Света и Британии, в этой войне было полностью на стороне буров, боровшихся за свою независимость (отголоски Войны за независимость США). Добровольцы из США также принимали участие в войне — исключительно на стороне буров.

## Факты
- В период англо-бурской войны британцы стали использовать практику концентрационных лагерей, которая впервые была применена в американо-испанской войне. В лагеря сгоняли не только военнопленных, но и местных жителей. В этих лагерях из-за плохого питания и антисанитарных условий в общей сложности погибло 4177 женщин и 22 074 детей[источник не указан 2434 дня].

- В войне в качестве военного корреспондента одной из британских газет принимал участие в звании лейтенанта Уинстон Черчилль.

## Война в искусстве
- В Нидерландах войне посвящено несколько памятников.
- Пропагандистский[12][13][14][15][16] фильм «Дядюшка Крюгер» («Ohm Krüger»), Германия (1941). На 9 Венецианском фестивале получил приз как лучший иностранный фильм. После Великой Отечественной войны в качестве трофея демонстрировался в СССР под названием «Трансвааль в огне».
- Фильм «Объездчик Морант».
- Роман А. Нимана «Питер Мариц — юный бур из Трансвааля» рассказывает о противостоянии буров и зулусов, коренных народов ЮАР, британским войскам в первой англо-бурской войне (1880—1881). Издано в 1940 г.
- Роман Л. Буссенара «Капитан Сорви-голова» (1901). В этом романе автор описывает приключения юноши-француза, собравшего свой отряд разведчиков для буров. Отношение к бурам несколько идеалистическое, хотя и описаны в общем реально имевшие место события.
- Артур Конан Дойл в книге «Война в Южной Африке» (1902) тоже описал эту войну, но уже с точки зрения британцев. Книга не претендует на статус исторического труда. Однако Британская империя сильно нуждалась в подъёме боевого духа через прессу и литературу, потому книга получила правительственное одобрение и приобрела некоторую популярность.
- В России общественное мнение было всецело на стороне маленьких республик. Была сложена песня на русском языке «Трансвааль, страна моя, ты вся горишь в огне…»
- О любви красных партизан к песне «Трансвааль» говорится в неоконченном романе Александра Фадеева «Последний из Удэге». Несколько раз цитируются строки из песни.
- Роман О. Корякова «Странный генерал» об уральских старателях, отправившихся в Южную Африку.
- В 2005 году южноафриканский музыкант Бок ван Блёрк (настоящее имя — Луис Пеплер) записал песню De la Rey[17], посвящённую генералу Куусу Деларею. Песня стала невероятно популярной среди белых жителей ЮАР. Первый диск ван Блёрка — альбом под названием этой песни — стал самым популярным дебютным альбомом за всю историю южноафриканской музыки[18]. В песне, в частности, есть такие слова:

Де Ла Рей, Де Ла Рей, к нам возвращайся скорей,
Де Ла Рей, Де Ла Рей
Генерал, генерал, по стране мы пройдем, словно шквал,
Генерал Де Ла Рей.
Королевская рать
Хочет землю у нас отобрать?
Наши горы у нас за спиной,
И стоим мы стеной!
Гордый бур — он упрям,
В нём трусости нет ни грамм:
Помнит эти слова
Войско Трансваальского Льва!— (Перевод Е. Витковского)
- Авторами текста, обычно приписываемого самому Боку ван Блёрку, на самом деле являются Йохан Форстер и Шон Элсе.
- В книгах российского фантаста Романа Злотникова «Генерал-адмирал» и «На переломе веков», написанных в жанре альтернативной истории, существенное внимание уделяется сотрудничеству главного героя — «альтернативного» великого князя Российской империи Алексея Александровича с бурскими государствами, а также собственно англо-бурской войне. Ввиду политики главного героя, хотя буры и терпят поражение, но британцам победа достаётся весьма большой кровью. Гибнут Сесил Родс, фельдмаршал Робертс, а также молодой Черчилль.
- С войной совпадает по времени действия один из романов Саги о Форсайтах Дж. Голсуорси — «В петле». Третье поколение Форсайтов отправляется воевать. Один из героев, Джолли, гибнет в лазарете: «Болезнь свалила его прежде, чем он успел понюхать пороху».
- Англо-бурская война является сюжетообразующим событием для «Трёхгрошового романа» Бертольта Брехта. Главные герои проворачивают аферу на махинациях с кораблями, предназначенными для доставки войск из Англии в Африку.
- У российского автора-исполнителя Олега Медведева есть песня «Марш Трансвааль» (1992).
- Песня Джона Эдмонда «The Siege at Elands River»
- У российского писателя-фантаста Александра Башибузука есть цикл произведений «Оранжевая страна» («Фельдкорнет», «Фехтгенерал», «Генерал-коммандант»), описывающий приключения «попаданца» из будущего в период Второй англо-бурской войны.